# ATP de Zhuhai
O ATP de Zhuhai – também conhecido como Huafa Properties Zhuhai Championships, na última edição – foi um torneio de tênis profissional masculino, de categoria ATP 250.
Realizado em Zhuhai, no sul da China, estreou em 2019 e durou duas edições. Os jogos eram disputados em quadras duras durante o mês de setembro. Em 2024, foi transferido para Hangzhou.

## Finais

### Simples
| Ano                                                                   | Campeão         | Vice-campeão       | Resultado |
| --------------------------------------------------------------------- | --------------- | ------------------ | --------- |
| 2023                                                                  | Karen Khachanov | Yoshihito Nishioka | 7–62, 6–1 |
| Torneio não realizado entre 2022 e 2020 devido à pandemia de COVID-19 |                 |                    |           |
| 2019                                                                  | Alex de Minaur  | Adrian Mannarino   | 7–64, 6–4 |

### Duplas
| Ano                                                                   | Campeões                   | Vice-campeões                      | Resultado  |
| --------------------------------------------------------------------- | -------------------------- | ---------------------------------- | ---------- |
| 2023                                                                  | Jamie Murray Michael Venus | Nathaniel Lammons Jackson Withrow  | 6–4, 6–4   |
| Torneio não realizado entre 2022 e 2020 devido à pandemia de COVID-19 |                            |                                    |            |
| 2019                                                                  | Sander Gillé Joran Vliegen | Marcelo Demoliner Matwé Middelkoop | 7–62, 7–64 |